# Impost sobre els Béns Immobles
Un impost sobre els béns immobles, o impost sobre el valor de la terra és una imposició ad valorem sobre el valor subdesenvolupat de la terra. A diferència dels impostos predials, no considera el valor dels edificis, la propietat personal i altres alteracions de la terra respecte els béns immobles. Un impost sobre el valor de la terra està defesa generalment pels economistes (al contrari que altres impostos) perquè no causa ineficència econòmica i tendeix a reduir la desigualtat econòmica.
Aquest impost ha sigut referrit com "l'impost perfecte" i l'eficiència econòmica d'aquest ha sigut coneguda des del segle xviii. Molts economistes des d'Adam Smith i David Ricardo han defès aquest tribut, però està associat famosament amb Henry George, qui argumentà que perquè el proveïment de la terra està fixat i el valor d'aquest està creat per les obres públiques i de les comunitats, la renda econòmica de la terra és la font més lògica d'ingressos públics.
Un impost sobre el valor de la terra és un impost progressiu, en el qual la incidència fiscal cau sobre els titulars en proporció al valor dels llocs, la propietat de la qual està altament correlacionada amb la riquesa i la renda en general.
Aquest impost està implementat en diversos estats i territoris.